# Vassnäbb
Vassnäbb (Oxyruncus cristatus) är en liten tätting som vanligen placeras i en egen familj, Oxyruncidae. Arten förekommer i bergsområden i tropiska Sydamerika och i Panama och Costa Rica i södra Centralamerika och dess utbredningsområde är mycket fragmentariserat.

## Utbredning och taxonomi
Traditionellt har den placerats i den egna familjen vassnäbbar (Oxyruncidae). Utifrån tidiga DNA-studier placerade Dickinson (2003) istället arten i familjen kotingor (Cotingidae). Molekylära och morfologiska studier indikerade dock att arten är närbesläktad med tityrorna (Tityridae), varvid arten flyttades dit. Senare studier har bekräftat att arten utgör en egen utvecklingslinje och lyfts därför återigen ut som en egen familj.

### Underarter
Vassnäbbens utbredningsområde är mycket fragmentariserat och arten delas upp ofta upp i fem eller sex underarter:
- Oxyruncus cristatus frater - förekommer över ett osammanhängande utbredningsområde i Costa Rica och västra Panama
- Oxyruncus cristatus brooksi - förekommer i bergsområden i östra Panama
- Oxyruncus cristatus hypoglaucus - förekommer i Guyana, Surinam och sydöstra Venezuela
- Oxyruncus cristatus phelpsi - förekommer i bergsområden i Venezuela, i Bolívar och Amazonas, och närliggande områden i Guyana
- Oxyruncus cristatus tocantinsi - förekommer i de centrala delarna av Brasilien från Goiás till Pará och Amapá
- Oxyruncus cristatus cristatus - förekommer över ett osammanhängande utbredningsområde i sydöstra Brazilen, södra Paraguay, östra Bolivia och östra Peru

## Utseende
Vassnäbben är en liten tätting med olivgrön ovansidan, fjällig nacke och huvud med ett dolt orange hjässband som kan resas i en tofs. Undersidan är gulaktig med tydliga svarta fläckar. Den har orangeröd iris och precis som trivialnamnet antyder, har den en distinkt vass näbb.

## Ekologi
Vassnäbben förekommer främst i lövverken i fuktig högväxt tät skog, men uppträder ibland även vid skogsbryn. Den lever främst av frukt, men den snappar även efter insekter och insektslarver, hängande i fötterna, uppochned från grenar. De ingår även i födosökande blandflockar tillsammans med ugnfåglar, hackspettar och kotingor. Honan bygger det skålformiga boet som placeras på en smal gren. Precis som hos kotingorna så matas ungarna med uppstött föda, och deras sångbeteende påminner också om kotingornas.